# Jean De Middeleer
Jean De Middeleer (født 24. februar 1908, død 20. juni 1986 i Brussel, Belgien) var en belgisk komponist, pianist, organist og dirigent.
De Middeleer studerede på det Kongelige Musikkonservatorium i Brussel, og studerede senere i Paris hos bl.a. Paul Gilson.
Han rejste før 2. verdenskrig rundt i Europa og Afrika som pianist og dirigent,
og slog sig ned i Nairobi i Kenya (1947-1951) og blev rektor for det lokale musikkonservatorium , og dirigent for symfoniorkesteret der.
Han har skrevet en Symphony Congolaise (1949), en klaverkoncert, orkesterværker, korværker, sange og kammermusik.
De Middeleer komponerede i en romantisk klassisk stilretning.

## Udvalgte værker
- Symfoni "Congolaise" (1949) - for orkester
- Klaverkoncert (19?) - for klaver og orkester